# Nymphula
Nymphula é um gênero de mariposa pertencente à família Crambidae.